# Општина Шуичи (Арђеш)
Шуичи (рум. Şuici) општина је у Румунији у округу Арђеш.
Oпштина се налази на надморској висини од 503 m.